# Bertil Werner
John Bertil Håkan Werner, född 19 oktober 1933 i Karlstad, död 10 april 2023 i Stocksund, Danderyds distrikt, var en svensk jurist.
Bertil Werner var son till en advokat. Han blev jur.kand. vid Uppsala universitet 1957, gjorde tingstjänstgöring 1957–1960, utnämndes till fiskal i Göta hovrätt 1961 och blev assessor 1967. Han utnämndes till hovrättsråd i Svea hovrätt 1976. Bertil Werner var sakkunnig i Justitiedepartementet 1967–1971, sekreterare i åtalsrättskommittén 1971–1976, expert i delgivningsutredningen 1972–1975 och sekreterare i rättshjälpsutredningen 1975–1977. Han var byråchef hos Justitiekanslern 1977–1984. Bertil Werner utnämndes 1984 till regeringsråd. Han var ledamot av lagrådet 1989–1991.
År 2002 tilldelades han H.M. Konungens medalj i 12:e storleken i serafimerordens band "för mångåriga värdefulla insatsersom styrelseordförande i stiftelsen Konung Oscar I:s Minne". Bertil Werner är gravsatt i minneslunden på Djursholms begravningsplats.